# Пако Рабан
Франсиско Рабанеда Куерво (шп. Francisco Rabaneda Cuervo; Пасаиа, 18. фебруар 1934 — Плоудалмезеау, 3. фебруар 2023) познатији под псеудонимом Пако Рабан (шп. Paco Rabanne), био је шпански модни дизајнер баскијског порекла који је постао познат као enfant terrible (прев. несташно дете) француског модног света шездесетих година XX века. 

## Рани живот и образовање
Пако Рабан је рођен 18. фебруара 1934. године у баскијском граду Пасаиа, покрајина Гипускоа. Његовог оца, републиканског пуковника, погубиле су Франкове трупе током Шпанског грађанског рата. Рабанова мајка, која је била главна кројачица у првој модној кући Кристобала Баленсијаге у Доностији у Баскији. Због Шпанског грађанског рата, преселили су се у Париз 1937. године. Средином педесетих година, док је студирао архитектуру у Националној школи лепих уметности у Паризу, Рабан је зарађивао новац правећи модне скице за Диор и Живанши, и скице ципела за Шарла Журдана, али се касније запослио код највећег француског произвођача армираног бетона Огиста Переа, и тамо радио више од десет година.

## Каријера

### Мода
Своју модну каријеру започео је креирањем накита за Живанши, Диор и Баленсијагу, а сопствену модну кућу основао је 1966. године. 
Користио је неконвенционалне материјале као што су метал, папир и пластика и правио металну моду и необичне и блиставе дизајне.
Свој бренд 1966. године, представио је као „Манифест: 12 неносивих хаљина у савременим материјалима“.
Рабан је познат по зеленом костиму који је носила Џејн Фонда у научно-фантастичном филму Барбарела из 1968. године. Франсуаз Арди је била велики обожавалац Рабановог дизајна. Радио је костиме за певачицу Милен Фармер за њену турнеју 1996. године. 

### Парфеми
Године 1968. почео је да креира и парфеме за компанију Пуиг. 
Године 1976. компанија је изградила фабрику парфема у Шартру, у Француској.

Осамдесетих година 20. века у Бразилу, одузета му је регистрација бренда мушких парфема због судске пресуде да бренд никада није званично био присутан у Бразилу упркос великом рекламирању. Суд је образложио да због тога што је Пуигов локални дистрибутер шверцовао парфем у Бразил, компанија није могла да покаже доказ о плаћању увозних дажбина. Било је потребно више од шест година да поврати име свог бренда у Бразилу.

### Ексцентричности
Пако Рабан је познат по својим ексцентричним изјавама на телевизији.
Тврди да је проживео неколико живота (укључујући и живот проститутке у време Луја XV), да је познавао Исуса у претходном животу, да је видео Бога три пута, да су га посетили ванземаљци, да је убио Тутанкамона, ] и да је стар 75 000 година.
Године 1999. објавио је да је у својој седамнаестој години имао визије Парижана у пламену како се бацају у Сену и да је након проучавања других подударних пророчанстава дошао до закључка да ће се свемирска станица Мир срушити у време помрачења Сунца 11. августа 1999. године, а њене остаци ће изазвати хиљаде мртвих у Паризу и региону Герс. Он се 10. маја 1999. године јавно обавезао да неће више давати предвиђања ако се Мир не сруши на Париз 11. августа 1999. године. Међутим, како тврди, Девица Марија му је рекла да настави са предвиђањима.
Упркос овом догађају, који је нарушио његову репутацију у јавности и медијима, он наставља да се редовно појављује у специјализованој штампи, бавећи се темом паранормалних искустава више него високом модом. 

## Друга интересовања
Написао је и неколико књига, од којих су три преведене на српски језик, Путања, из живота у живот, Апокалипса из ере у еру и Време садашње.
Године 2005. Рабан је отворио у Москви, у Русији, прву изложбу својих цртежа. Његово образложење зашто је тада приказао цртеже било је: „Имам 72 године и желео сам да представим своје цртеже ове године пре него што нестанем са ове планете. Нисам их показао никоме осим Салвадору Далију пре 30 година који ми је рекао да наставим." Једна од црно-белих скица приказује дете које пушта голуба и бели балон у небо, за коју је рекао да је инспирисана церемонијом комеморације за напад на Беслан 2004. у Беслану, у Северној Осетији, у којем је убијено 319 талаца, од чега 186 деце, 12 војника и 31 таоца. Рабан је желео да новац за који је цртеж продат иде женама Беслана.